# Arcomage
Arcomage je počítačová karetní hra s fantasy tématy, kterou vyvinulo Stickman Games a vydala společnost The 3DO Company. Poprvé se objevila jako minihra ve hrách Might and Magic VII: For Blood and Honor a Might and Magic VIII: Day of the Destroyer, v nichž si ji hráči mohli zahrát v hospodách. Samostatně hra vyšla v roce 2000 a podporuje jak hru pro jednoho hráče, tak i pro více hráčů, a to prostřednictvím LAN.
Každý z hráčů začíná s hradbou a věží, jejíž výška je závislá na nastavených parametrech daného souboje. Hráči mají zároveň k dispozici několik zdrojů, ze kterých získávají suroviny a zvyšují svou úroveň. Hru je možné dokončit třemi způsoby: postavit nejvyšší věž, získat určitý počet surovin nebo zničit věž nepřítele. Vše je doprovázeno hratelnými kartami, které jsou roztříděné do tří barev: modré (stavba věže), červené (stavba hradby) a zelené (útoky).